# Aulacodes similis
Aulacodes similis là một loài bướm đêm trong họ Crambidae.